# 圣瑟韦德吕斯唐
圣瑟韦德吕斯唐（法語：Saint-Sever-de-Rustan）是法国上比利牛斯省的一个市镇，属于塔布区。该市镇总面积9.52平方公里，2009年时的人口为155人。

## 人口
圣瑟韦德吕斯唐人口变化图示